# Jun Woong-Tae
Jun Woong-Tae (Seúl, 1 de agosto de 1995) es un deportista surcoreano que compite en pentatlón moderno.
Participó en los Juegos Olímpicos de Tokio 2020, obteniendo una medalla de bronce en la prueba masculina. Ganó tres medallas en el Campeonato Mundial de Pentatlón Moderno, en los años 2023 y 2024.

## Palmarés internacional
| Juegos Olímpicos   | Juegos Olímpicos   | Juegos Olímpicos  | Juegos Olímpicos |
| Año                | Lugar              | Medalla           | Competición      |
| ------------------ | ------------------ | ----------------- | ---------------- |
| 2020               | Tokio ( Japón)     | Medalla de bronce | Individual       |
| Campeonato Mundial |                    |                   |                  |
| Año                | Lugar              | Medalla           | Competición      |
| 2023               | Bath (Reino Unido) | Medalla de plata  | Relevo mixto     |
| 2024               | Zhengzhou (China)  | Medalla de oro    | Relevo           |
| 2024               | Zhengzhou (China)  | Medalla de bronce | Individual       |